# Wieża czarownic w Morągu
Wieża czarownic w Morągu – baszta, obecnie nieistniejąca, była częścią murów obronnych Morąga usytuowaną we wschodnim ich rogu i pełniącą rolę więzienia.
Nazwa wieży wzięła się od funkcji, jaką od średniowiecza pełniła. Przetrzymywali byli w niej skazańcy, w tym kobiety posądzone o czary i kontakty z siłami nieczystymi. 22 lipca 1749 roku, na miejscu gdzie później mieścił się żydowski cmentarz, odbyła się publiczna egzekucja czternastoletniej Barbary Schwan skazanej na śmierć za dzieciobójstwo (zabiła niemowlę). Ojciec dziecka był nieznany. Kat poddał skazaną wielogodzinnym torturom, m.in. łamaniu kołem. Wyrok śmierci wykonano przez ścięcie toporem. Samą głowę wbito na pikę i umieszczono na murach miejskich, twarzą do miasta (gdzie pozostawała przez kilka tygodni). Egzekucję oglądał w wieku dziecięcym Johann Gottfried Herder.
Publiczne egzekucje w Morągu po raz ostatni wykonano w roku 1854, na osobach skazanych za przestępstwa w czasie Wiosny Ludów (1848–1849).